# Alceu Valença
Alceu Paiva Valença, meglio noto come Alceu Valença (São Bento do Una, 1º luglio 1946), è un cantante, compositore e attore brasiliano.

## Biografia
Nato a São Bento do Una, zona rurale di Pernambuco, il 1 luglio 1946, ha preso i primi contatti con la musica già durante l'infanzia, attraverso i cantanti di strada della sua città natale, ma influenzato principalmente da Jackson do Pandeiro, Luiz Gonzaga e Marinês, tre dei principali artisti della cultura musicale nordestina. Della sua formazione artistica si è occupato il nonno, Orestes Alves Valença, poeta e violinista.
Laureatosi nel 1969 in giurisprudenza a Recife, ha abbandonato le carriere di avvocato e giornalista per il Jornal do Brasil volendo rivolgersi esclusivamente alla musica. Nel 1971 si è recato a Rio de Janeiro con l'amico musicista Geraldo Azevedo. I due hanno pubblicato insieme un album del 1972, dopodiché Valença ha intrapreso una feconda carriera da solista.
Come attore ha preso parte ad alcuni film ed è apparso nel primo episodio della telenovela Mandacaru, dove ha dato volto al cangaceiro Lampiao.
Ha pubblicato, nel 2015, un libro di poesie per conto di Chiado Books. L'opera, O Poeta da Madrugada, secondo il giornalista e scrittore José Eduardo Agualusa ha versi che "...portano già con sé la musica, una melodia interiore, che rimane in noi, che continua a riverberare in noi, anche dopo che ci muoviamo lontano da loro..."
Nel 2016, durante il suo spettacolo al carnevale di Recife, ha invitato tutti a partecipare al lancio di un film programmato per il successivo 24 marzo.

## Vita privata
Sì è sposato ad Olinda, nel marzo 2004, con l'avvocata carioca Yanê Montenegro.

## Omaggi
- Una mostra intitolata Ocupação Alceu Valença, organizzata dall'Instituto Itaú Cultural a São Paulo da dicembre 2019 a febbraio 2020, presenta audiovisivi con la sua  traiettoria artistica, sin dalla sua infanzia a São Bento do Una.

## Discografia

### Album studio
- 1972: Alceu Valença & Geraldo Azevedo
- 1974: Molhado de suor
- 1976: Vivo!
- 1977: Espelho cristalino
- 1979: Saudade de Pernambuco (pubblicato nel 1998 come supplemento del quotidiano Jornal da Tarde)
- 1980: Coração bobo
- 1981: Cinco sentidos
- 1982: Cavalo de pau
- 1983: Anjo avesso
- 1984: Mágico
- 1985: Estação da luz
- 1985: Ao vivo
- 1986: Rubi
- 1987: Leque moleque
- 1988: Oropa, França e Bahia
- 1990: Andar, andar
- 1992: 7 desejos
- 1994: Maracatus, batuques e ladeiras
- 1996: O grande encontro (con Elba Ramalho, Geraldo Azevedo e Zé Ramalho)
- 1997: Sol e chuva
- 1998: Forró de todos os tempos
- 1999: Todos os cantos
- 2001: Forró lunar
- 2002: De janeiro a janeiro
- 2003: Ao vivo em todos os sentidos
- 2005: Na embolada do tempo
- 2006: Marco Zero ao vivo
- 2009: Ciranda mourisca

### DVD
- 2003: Ao vivo em todos os sentidos
- 2006: Marco Zero ao vivo